# Eikenbaststeltmot
De eikenbaststeltmot (Spulerina simploniella) is een vlinder uit de familie mineermotten (Gracillariidae). De wetenschappelijke naam is voor het eerst geldig gepubliceerd in 1840 door Fischer von Roslerstamm.
De soort komt voor in Europa.